# Neil A. Campbell
Neil Allison Campbell (* 17. April 1946 in Culver City; † 21. Oktober 2004 in Redlands) war ein US-amerikanischer Biologe und Professor für Botanik an der University of California (Riverside). Vielen Studierenden ist Campbell durch das Biologie Standardlehrwerk Biology (Deutsche Ausgabe: Biologie) bekannt.

## Leben
Nach Besuch der Gardena High School 1963, absolvierte Campbell ein Biologiestudium, das er mit dem Bachelorgrad 1967 an der California State University, Long Beach abschloss. Seinen Master in Zoologie erwarb er von der University of California in Los Angeles. Er promovierte anschließend 1975 zum Thema Pflanzenbiologie in der Disziplin Botanik an der University of California in Riverside. Campbell forschte zu Pflanzen in ariden Gegenden und an Küsten. Er interessierte sich für die Toleranz dieser Pflanzen auf Salinität, pH-Wert und andere Faktoren. Zu den weiteren Schwerpunkten seiner Forschungstätigkeit zählte die Beschäftigung mit den zellulären Grundlagen von Blattbewegungen. Campbell unterrichtete an der University of California, Riverside, an der Cornell University, am Pomona College und am San Bernardino Valley College.
Campbell war mehr als 30 Jahre in der Lehre tätig. Er engagierte sich insbesondere dafür, die Ausbildung im Grundstudium zu verbessern. An der Cornell University beispielsweise gab er dem Grundstudium eine neue Struktur.

Seine Forschungsergebnisse wurden in zahlreichen Journalen, wie Science oder Plant Physiology veröffentlicht. Mit seinen Einführungswerken zur Biologie, wie Biology: Concepts and Connections, Essential Biology und Essential Biology with Physiology wandte er sich insbesondere an Studierende der entsprechenden Fachrichtungen und ergänzte sie mit modernen Medienprojekten. Das von ihm herausgegebene Werk Biologie erschien erstmals 1987 und wird mittlerweile in der 11. Auflage verkauft. Heute wird das Buch von Benjamin Cummings und der Co-Autorin Jane Reece herausgegeben.
Campbell starb an einem Herzinfarkt.

## Würdigungen
- Campbell wurde im Jahr 1986 vom San Bardino College der Outstanding Professor Award für „hervorragende Lehrtätigkeit“ verliehen.[2]
- Die University of California, Riverside zeichnete ihn 2001 mit dem Distinguished Alumnus Award aus.[2]

## Publikationen
- Biology, 8th Edition (Neil A. Campbell Jane B. Reece Lisa A. Urry Michael L. Cain Steven A. Wasserman Peter V. Minorsky Robert B. Jackson). Hardcover, Pearson Benjamin Cummings, ISBN 9780805368444
  - Biologie. (Neil A. Campbell et al.) (Deutsch von Jürgen Markl) Pearson Studium; 8. aktualisierte Auflage. ISBN 978-3827372871
- Biology with MasteringBiology (Neil A. Campbell Jane B. Reece). Hardcover, Benjamin Cummings
- Student Study Guide for Biology (Neil A. Campbell Jane B. Reece Martha R. Taylor) Paperback, Benjamin Cummings